# V SS-Freiwilligen-Gebirgskorps
Il "V. SS-Freiwilligen-GebirgsKorps" fu una formazione delle Waffen-SS, inviato in Jugoslavia per la lotta ai partigiani titini come parte della 2. Panzerarmee dall'ottobre 1943 al dicembre 1944.

Nel 1945 fu posto intorno a Francoforte sull'Oder come parte della 9. Armee, prendendo poi parte alla Battaglia di Berlino.

## Comandanti
| Grado                                           | Nome                     | Inizio          | Fine              |
| SS-Obergruppenführer und General der Waffen-SS  | Artur Phleps             | 1º luglio 1943  | 21 settembre 1944 |
| SS-Brigadeführer und Generalmajor der Waffen-SS | Carl Ritter von Oberkamp | 21 settembre    | 1º ottobre 1944   |
| SS-Obergruppenführer und General der Waffen-SS  | Friedrich Wilhelm Krüger | 1º ottobre 1944 | 1º marzo 1945     |
| SS-Obergruppenführer und General der Waffen-SS  | Friedrich Jeckeln        | 1º marzo        | 8 maggio 1945     |

## Chief of Staff
| Grado      | Nome          |
| Oberführer | Walter Harzer |

## Ordine di battaglia
| Nome unità                                                 |
| Artilleriekommandeur V. SS-Gebirgskorps                    |
| SS-Nachrichten-Abteilung 105                               |
| SS-Aufklärungs-Abteilung 105                               |
| SS-Panzer-Abteilung 105                                    |
| SS-Sturmgeschütz-Abteilung 105                             |
| SS-Artillerie-Abteilung 105                                |
| SS-Flak-Abteilung 105                                      |
| SS-Werfer-Abteilung 105                                    |
| SS-Sanitäts-Abteilung 101                                  |
| SS-Nachschubtruppen 101                                    |
| SS-Sturmbataillon V (dall'aprile 1945)                     |
| SS-Sturmgeschütz-Abteilung „Skanderbeg“ (dall'aprile 1945) |

### Divisioni
| data              | Nome unità |
| 26 dicembre 1943  | 7. SS-Freiwilligen-Gebirgs-Division "Prinz Eugen", 181. Infanterie-Division (Wehrmacht), 369. Infanterie-Division (kroat.), 118. Jäger-Division, 1. Gebirgs-Division |
| 16 settembre 1944 | 7. SS-Freiwilligen-Gebirgs-Division "Prinz Eugen", 118. Jäger-Division, 369. Infanterie-Division (kroat.)                                                            |
| 1º marzo 1945     | 391. Sicherungs-Division z.b.V., 32. SS-Freiwilligen-Grenadier-Division "30. Januar", Divisionsstab Regemer, Festung Frankfurt                                       |